# Юндола (седловина)
Вижте пояснителната страница за други значения на Юндола.
Юндола е планинска седловина (проход) в Южна България, между планините Източна Рила на северозапад и Родопите на югоизток в Община Велинград, област Пазарджик.
Седловината е с надморската височина от 1408 m и е с важно транспортно и стратегическо значение. През нея преминава участък (от km 49,4 до km 61,3) от второкласния Републикански път II-84 Звъничево – Велинград – Разлог, който се поддържа целогодишно за преминаване на моторни превозни средства. В района на седловината се намира село Юндола, което е същевременно и планински курорт от национално значение. Той е оборудван със ски писти и ски-влекове през зимата. От курорта могат да се поемат различни туристически маршрути в Рила и Родопите. Интересни обекти в околността са: резерватите „Рогачица“ и „Валявиците“ в Рила, местността Филибишка поляна, местността Черновец в Родопите, местността Куртово, природната забележителност Пашови скали и спортната база Белмекен.
На седловината, надясно на североизток, надолу по долината на река Яденица (десен приток на Марица) се отклонява третокласния Републикански път III-842 за град Белово, а на северозапад – общински път за язовир Белмекен и спортния комплекс Белмекен.

## Други
На Юндола е наречена улица в квартал „Подуяне“ в София (Карта).

## Топографска карта
- Лист от карта K-34-72. Мащаб: 1 : 100 000.